# Daniel Jarque
Daniel Jarque i González (Barcelona, 1 de janeiro de 1983 — Florença, 8 de agosto de 2009) foi um futebolista catalão.
Jogava como zagueiro e sua única equipe foi o Espanyol, time em que havia sido nomeado capitão da equipe há apenas um mês antes de sua inesperada morte ocorrida no dia 8 de agosto de 2009, vitimado por um ataque cardíaco.

## Carreira
Começou a jogar futebol no Cooperativa de San Baudilio de Llobregat, mas, aos doze anos de idade, ingressou nas categorias de base do Espanyol. Jarque fez sua estreia no time profissional no dia 20 de outubro de 2002, em um jogo contra o Recreativo Huelva, na temporada 2002-03, e, após 15 jogos em duas temporadas alternando entre o time B e o time principal, foi na temporada 2004-05 que, pelas mãos do então treinador da equipe Miguel Ángel Lotina, Jarque passou definitivamente a fazer parte do primeiro esquadrão do Espanyol. Já na temporada seguinte, conquistou o seu primeiro título como profissional a Copa do Rei da Espanha.
Em 2006-07, depois de renovar seu contrato até 2009, Jarque atuou em 14 partidas da Taça da UEFA, competição em que o Espanyol conquistou o vice-campeonato, perdendo a partida final para o Sevilla, em evento disputado em Glasgow no dia 16 de maio de 2007.
A partir do dia 18 de julho de 2009, Jarque se torna capitão do Espanyol, substituindo Raúl Tamudo.

## Morte
Segundo informações de alguns jornais espanhóis, Jarque foi encontrado morto, em seu quarto de hotel, durante a pré-temporada do Espanyol, que estava acontecendo em Coverciano, Florença, Itália. Ele estava ao telefone com sua namorada (grávida de 7 meses), quando sofreu um ataque cardíaco, e foi encontrado desacordado, quando seu companheiro de quarto voltou ao local para conferir por que Jarque não havia descido para a refeição.
Apenas uma semana antes de sua morte, Jarque havia jogado contra o Liverpool, em um amistoso válido pela pré-temporada, em que o Espanyol venceu por 3 a 0. O técnico do Liverpool Rafael Benítez, através do site oficial do clube, comentou sobre a morte do zagueiro: Este é um dia muito triste, nossos pensamentos e orações estão com a família e os amigos de Daniel Jarque e todos pelo Espanyol.
Em 2010, ao fazer o gol do título espanhol na final da Copa do Mundo de 2010, o meia Andrés Iniesta homenageou o zagueiro com uma camisa com os dizeres "Dani Jarque siempre con nosotros" (espanhol para "Dani Jarque sempre conosco").

## Títulos
Seleção Espanhola Sub-19
- Taça da UEFA Sub-19 - 2002

Espanyol
- Copa do Rei da Espanha - 2005–06
- Copa da Cataluña - 2006